# (5717) Damir
(5717) Damir est un astéroïde de la ceinture principale.

## Description
(5717) Damir est un astéroïde de la ceinture principale. Il fut découvert le 20 octobre 1982 à Naoutchnyï par Lioudmila Karatchkina. Il présente une orbite caractérisée par un demi-grand axe de 2,40 UA, une excentricité de 0,22 et une inclinaison de 2,3° par rapport à l'écliptique.

## Compléments